# Lee Chong-Yeong
 (mai 2021).
Si vous disposez d'ouvrages ou d'articles de référence ou si vous connaissez des sites web de qualité traitant du thème abordé ici, merci de compléter l'article en donnant les références utiles à sa vérifiabilité et en les liant à la section « Notes et références ».
Dans ce nom coréen, le nom de famille, Lee, précède le nom personnel Chong-Yeong.
Lee Chong-Yeong (en coréen : 이종영, I Jong-yeong), né le 13 février 1932 et décédé le 4 juillet 2008 à Daegu, est un espérantiste coréen, membre d’honneur de l’UEA.

## Biographie
Après des études aux universités de Yeungnam (Corée du Sud), de Hawaï et de Harvard (États-Unis) il obtint son doctorat en économie d’entreprise à l’Université de Kobe (Japon). Il dirigea le groupe de marketing de l’Organisation des Nations Unies pour l’alimentation et l’agriculture et fut professeur puis professeur émérite à l’Université d’État de Kyungpook (Corée) et maître de conférences à l’AIS.
Il apprit l’espéranto en autodidacte en 1948, devint espérantiste en 1949 et fut président de l’Association coréenne d’espéranto (KEA) en 1994-1995, président de l’Association universelle d’espéranto (UEA) en 1995-1998, une nouvelle fois président de la KEA (1998-2001) et vice-président. de l’UEA (2001-2004). En tant que président de l’UEA, il se fit remarquer comme un leader dynamique et entreprenant, et son dévouement à l’espéranto, sa sincérité et son charme personnel le firent aimer de tous. Il participa au lancement du premier symposium Nitobe au Congrès universel de Prague en 1996 et au Manifeste de Prague, lequel - signé par plus de 13 000 espérantistes - reste le document guide sur les objectifs du mouvement espérantiste. En 1996 il lança la campagne 2000, qui, avec le Manifeste de Prague, a renforcé de façon sensible l’activité au sein de l’UEA et du reste du mouvement.
En 2004, il fut élu membre d’honneur de l’UEA en raison de ses mérites exceptionnels pour l’UEA et pour le mouvement espérantiste mondial. Il fut également président d’honneur de l’Association coréenne d’espéranto. L’État chinois le décora de la médaille du soutien enthousiaste et de la coopération pour l’amitié chinoise, et le président du Vietnam de la médaille du soutien enthousiaste au mouvement vietnamien pour l’espéranto.
Il a parlé huit fois à l’IKU (Congrès universel d’espéranto) et deux fois à l’AIS.

## Œuvres
- Esperanto en la 21-a jarcento (2001)
- Esperanto, la lingvo de la 21-a jarcento (en la korea, 2001)
- Esperanto kaj internaciaj organizaĵoj (2003)